# Late Show Viva Mundo
Late Show foi um programa de televisão brasileiro. Estreou como um programa sobre o mundo animal, apresentado por Luísa Mell na RedeTV!, aos domingos.

## História
1ª Fase (2002-2007)

O primeiro episódio foi exibido em Junho de 2002, com a premissa de abordar o mundo animal, trazendo ao púlico temas como denúncias de maus-tratos, curiosidades e incentivo do cuidado aos animais.
2ª Fase (2007-2008)

Com o passar do tempo, a apresentadora Luísa Mell acrescentou ao programa outras questões, como turismo e ecologia, além de outros assuntos. Em 2007, devido às alterações nos assuntos tratados no dominical, o programa sofreu uma alteração no título, passando a se chamar Late Show Viva Mundo.
A última edição do programa foi exibido em 3 de Agosto de 2008 e nunca mais voltou à programação da emissora devido à rescisão do contrato de Luísa Mell com a RedeTV!, após a grade da emissora sofrer uma reformulação.